# Hemileia colombiana
Hemileia colombiana är en svampart som beskrevs av Buriticá 1978. Hemileia colombiana ingår i släktet Hemileia, ordningen Pucciniales, klassen Pucciniomycetes, divisionen basidiesvampar och riket svampar.   Inga underarter finns listade i Catalogue of Life.